# Julija Gałyszewa
Julija Jewgienjewna Gałyszewa (ros Юлия Евгеньевна Галышева, ur. 23 października 1992 w Ust-Kamienogorsku) – kazachska narciarka dowolna, specjalizująca się w jeździe po muldach.

## Kariera
W 2011 roku wystartowała na mistrzostwach świata juniorów w Chiesa in Valmalenco, gdzie zdobyła złoty medal w jeździe po muldach. Podczas rozgrywanych rok później mistrzostw świata juniorów w Chiesa in Valmalenco ponownie zwyciężyła w jeździe po muldach, a w muldach podwójnych była trzecia. W zawodach Puchar Świata zadebiutowała 18 grudnia 2008 w Méribel, zajmując 19. miejsce. Tym samym już w swoim debiucie zdobyła pierwsze pucharowe punkty. Na podium zawodów tego cyklu po raz pierwszy stanęła 15 grudnia 2010 roku w tej samej miejscowości, zwyciężając w muldach podwójnych. W zawodach tych wyprzedziła Kearney i Justine Dufour-Lapointe.
W 2015 roku zdobyła brązowy medal na mistrzostwach świata w Kreischbergu, przegrywając tylko z Hannah Kearney z USA i Kanadyjką Justine Dufour-Lapointe. Na rozgrywanych dwa lata później mistrzostwach świata w Sierra Nevada w tej samej konkurencji była druga, ulegając tylko Francuzce Perrine Laffont. W 2010 roku wystartowała na igrzyskach olimpijskich w Vancouver, zajmując jedenaste miejsce w jeździe po muldach. Cztery lata później, podczas igrzysk w Soczi była siódma w tej samej konkurencji. W 2018 roku zdobyła brązowy medal na igrzyskach olimpijskich w Pjongczangu, plasując się za Laffont i Justine Dufour-Lapointe. Rok później, na mistrzostwach świata w Deer Valley została mistrzynią świata w jeździe po muldach. W marcu 2021 roku podczas mistrzostw świata w Ałmaty zdobyła tym razem srebrny medal w jeździe po muldach.

## Osiągnięcia

### Igrzyska olimpijskie
| Miejsce | Dzień     | Rok  | Miejscowość | Konkurencja      | Zwyciężczyni            |
| ------- | --------- | ---- | ----------- | ---------------- | ----------------------- |
| 11.     | 13 lutego | 2010 | Vancouver   | Jazda po muldach | Hannah Kearney          |
| 7.      | 8 lutego  | 2014 | Soczi       | Jazda po muldach | Justine Dufour-Lapointe |
| 3.      | 11 lutego | 2018 | Pjongczang  | Jazda po muldach | Perrine Laffont         |
| 11.     | 6 lutego  | 2022 | Pekin       | Jazda po muldach | Jakara Anthony          |

### Mistrzostwa świata
| Miejsce | Dzień       | Rok  | Miejscowość          | Konkurencja      | Zwyciężczyni            |
| ------- | ----------- | ---- | -------------------- | ---------------- | ----------------------- |
| 22.     | 9 marca     | 2007 | Madonna di Campiglio | Jazda po muldach | Kristi Richards         |
| 21.     | 10 marca    | 2007 | Madonna di Campiglio | Muldy podwójne   | Jennifer Heil           |
| 11.     | 7 marca     | 2009 | Inawashiro           | Jazda po muldach | Aiko Uemura             |
| 17.     | 8 marca     | 2009 | Inawashiro           | Muldy podwójne   | Aiko Uemura             |
| 17.     | 6 marca     | 2013 | Voss                 | Jazda po muldach | Hannah Kearney          |
| 17.     | 8 marca     | 2013 | Voss                 | Muldy podwójne   | Chloé Dufour-Lapointe   |
| 5.      | 18 stycznia | 2015 | Kreischberg          | Jazda po muldach | Justine Dufour-Lapointe |
| 3.      | 18 stycznia | 2015 | Kreischberg          | Muldy podwójne   | Hannah Kearney          |
| 7.      | 8 marca     | 2017 | Sierra Nevada        | Jazda po muldach | Britteny Cox            |
| 2.      | 9 marca     | 2017 | Sierra Nevada        | Muldy podwójne   | Perrine Laffont         |
| 1.      | 8 lutego    | 2019 | Deer Valley          | Jazda po muldach | -                       |
| 4.      | 9 lutego    | 2019 | Deer Valley          | Muldy podwójne   | Perrine Laffont         |
| 2.      | 8 marca     | 2021 | Ałmaty               | Jazda po muldach | Perrine Laffont         |
| 15.     | 9 marca     | 2021 | Ałmaty               | Muldy podwójne   | Anastasija Smirnowa     |
| 14.     | 19 marca    | 2025 | Engadyna             | Jazda po muldach | Perrine Laffont         |
| DNS     | 21 marca    | 2025 | Engadyna             | Muldy podwójne   | Jaelin Kauf             |

### Puchar Świata

#### Miejsca w klasyfikacji generalnej
- sezon 2008/2009: 91.
- sezon 2009/2010: 77.
- sezon 2010/2011: 60.
- sezon 2011/2012: 36.
- sezon 2012/2013: 34.
- sezon 2013/2014: 64.
- sezon 2014/2015: 72.
- sezon 2015/2016: 23.
- sezon 2016/2017: 69.
- sezon 2017/2018: 18.
- sezon 2018/2019: 9.
- sezon 2019/2020: 22.

Od sezonu 2020/2021 klasyfikacja jazdy po muldach jest jednocześnie klasyfikacją generalną.
- sezon 2020/2021: 14.
- sezon 2021/2022: 21.
- sezon 2022/2023: –
- sezon 2023/2024: 24.
- sezon 2024/2025: 9.

#### Miejsca na podium w zawodach
1. Méribel – 15 grudnia 2010 (muldy podwójne) – 1. miejsce
2. Beidahu – 12 lutego 2012 (jazda po muldach) – 3. miejsce
3. Deer Valley – 2 lutego 2013 (muldy podwójne) – 3. miejsce
4. Åre – 15 marca 2013 (jazda po muldach) – 3. miejsce
5. Åre – 16 marca 2013 (muldy podwójne) – 2. miejsce
6. Deer Valley – 11 stycznia 2014 (jazda po muldach) – 2. miejsce
7. Ruka – 13 grudnia 2014 (muldy podwójne)  – 1. miejsce
8. Deer Valley – 4 lutego 2016 (jazda po muldach) – 2. miejsce
9. Deer Valley – 6 lutego 2016 (muldy podwójne) – 2. miejsce
10. Tazawako – 19 lutego 2017 (muldy podwójne) – 2. miejsce
11. Thaiwoo – 21 grudnia 2017 (jazda po muldach) – 2. miejsce
12. Thaiwoo – 22 grudnia 2017 (jazda po muldach) – 1. miejsce
13. Mont Tremblant – 20 stycznia 2018 (jazda po muldach) – 3. miejsce
14. Ruka – 7 grudnia 2018 (jazda po muldach) – 2. miejsce
15. Thaiwoo – 16 grudnia 2018 (muldy podwójne) – 3. miejsce
16. Calgary – 12 stycznia 2019 (jazda po muldach) – 1. miejsce
17. Tazawako – 23 lutego 2019 (jazda po muldach)  - 3. miejsce
18. Szymbulak – 2 marca 2019 (jazda po muldach) – 1. miejsce
19. Thaiwoo – 14 grudnia 2019 (jazda po muldach) – 2. miejsce
20. Mont-Tremblant – 25 stycznia 2020 (jazda po muldach) – 2. miejsce
21. Calgary – 1 lutego 2020 (jazda po muldach) – 2. miejsce
22. Waterville Valley – 25 stycznia 2025 (muldy podwójne) – 3. miejsce

- W sumie (5 zwycięstw, 10 drugich i 7 trzecich miejsc).